# 阿克伦 (亚拉巴马州)

阿克伦在亚拉巴马州的位置

阿克伦（Akron）是美国亚拉巴马州黑尔县的一个城市。

## 地理
该城市的总面积为0.6平方英里。

## 人口统计
根据美国2000年人口普查，该城市共有521人，207户，142个家庭。